# Wöpse
Wöpse ist ein Ortsteil des Fleckens Bruchhausen-Vilsen im Landkreis Diepholz in Niedersachsen.
Wöpse liegt südöstlich vom Kernbereich von Bruchhausen-Vilsen. Östlich von Wöpse liegt das rund 105 ha große Naturschutzgebiet Burckhardtshöhe.
Das Jugendlandheim Wöpse wird von der Gemeinde Stuhr betrieben.
Am 1. März 1974 wurde Wöpse mit den bis dahin selbständigen Orten Berxen und Homfeld nach Bruchhausen-Vilsen eingemeindet.

## Bauwerke

### Baudenkmale
- In der Liste der Baudenkmale in Bruchhausen-Vilsen sind für Wöpse 23 Baudenkmale aufgeführt.

## Vereine
- Schützenverein Wöpse von 1901[3]